# Día Mundial de la Cultura Africana y de los Afrodescendientes
El Día Mundial de la Cultura Africana y de los Afrodescendientes es una jornada que se celebra anualmente el 24 de enero desde 2020, fue establecido por la UNESCO en 2019.

## Proclamación
El Día Mundial de la Cultura Africana y de los Afrodescendientes fue proclamado por la UNESCO el 26 de noviembre de 2019. Esta iniciativa responde al compromiso de la UNESCO de promover el respeto a la diversidad cultural y fomentar la creatividad humana a nivel global. El objetivo central de la proclamación es destacar la rica y variada herencia cultural de África y de las diásporas africanas, reconociendo su papel crucial en el desarrollo sostenible, el respeto mutuo, el diálogo y la paz. La proclamación también busca impulsar la ratificación y aplicación de la Carta para el Renacimiento Cultural de África, adoptada por los Jefes de Estado y de Gobierno de la Unión Africana.

## Celebración
Se celebra cada 24 de enero en coincidencia con la adopción de la Carta para el Renacimiento Cultural de África en 2006. Esta fecha fue elegida para subrayar la importancia de la cultura como motor de paz y desarrollo en el continente africano y entre las comunidades afrodescendientes en todo el mundo. La primera celebración oficial tuvo lugar en 2020. Durante este día, se realizan diversas actividades que incluyen conferencias, exposiciones, festivales de música, danza, cine, y otras expresiones artísticas que celebran la diversidad y la riqueza cultural africana. Estas actividades también tienen como fin promover la visibilidad internacional del patrimonio vivo de las comunidades africanas y afrodescendientes, asegurando su transmisión a futuras generaciones y su inclusión en los procesos de toma de decisiones.

### Patrimonio Afrodescendiente en América Latina y el Caribe
El patrimonio afrodescendiente se manifiesta de manera vibrante en diversas expresiones culturales inscritas en las Listas de la Convención de 2003 de la UNESCO para la Salvaguardia del Patrimonio Cultural Inmaterial. Algunos de estos elementos incluyen:
- Lengua, danza y música de los garífunas (Belice, Guatemala, Honduras y Nicaragua): Expresiones culturales de los garífunas, que combinan influencias africanas, indígenas y europeas en una rica tradición oral, musical y de danza.[6]
- Círculo de capoeira (Brasil): Arte marcial afrobrasileño que combina música, danza y acrobacias, reflejando la resistencia y cultura de los esclavos africanos en Brasil.[7]
- Fiesta de San Francisco de Asís en Quibdó (Colombia): Celebración religiosa y cultural que mezcla elementos católicos con tradiciones afrocolombianas.[8]
- Música de marimba y cantos y bailes tradicionales (Colombia y Ecuador): Expresiones musicales de la región del Pacífico Sur colombiano y la provincia de Esmeraldas en Ecuador, que preservan ritmos africanos.[9]
- Teatro bailado Cocolo (República Dominicana): Tradición teatral y de danza, con raíces en los trabajadores afrocaribeños que migraron a la República Dominicana en el siglo XIX.[10]
- Tumba Francesa (Cuba): Estilo de música y danza de origen haitiano-afrocubano, que combina tambores, canciones en criollo y baile.[11]
- Expresiones rituales y festivas de la cultura congo (Panamá): Tradiciones culturales y religiosas afrodescendientes que se celebran en la región de Colón.[12]
- ‘Hatajo de Negritos’ y ‘Las Pallitas’ (Perú): Danzas tradicionales de la costa central del Perú que combinan música, canto y baile con influencias africanas.[13]

### Patrimonio Afrodescendiente en Estados Unidos
El patrimonio afrodescendiente en América del Norte se manifiesta a través de una rica variedad de expresiones culturales que han tenido un impacto profundo en la identidad cultural de la región y más allá. Aunque no están inscritas en las Listas de la Convención de la UNESCO, muchas de estas tradiciones han sido ampliamente reconocidas y documentadas por su contribución al desarrollo cultural y social. Algunos ejemplos destacados incluyen:
- Jazz (Estados Unidos): Originado en Nueva Orleans, es una forma musical afroamericana reconocida mundialmente por su profunda influencia en la música global.[14][15]
- Cultura Gullah/Geechee: (Sureste de Estados Unidos): Tradiciones africanas preservadas en las islas y regiones costeras del sureste, reflejadas en el lenguaje, cocina, arte y música.[16]
- Blues: (Sur de Estados Unidos): Género musical  derivado de canciones de trabajo y espirituales afroamericanos.[17][18]
- Cultura Hip-Hop: (El Bronx, Nueva York): Originada en la década de 1970, esta cultura abarca música, danza, arte y moda, con un impacto global.[19]
- Celebraciones de Juneteenth: La conmemoración Juneteenth conmemora el del fin de la esclavitud, especialmente significativa entre las comunidades afroamericanas, con una rica tradición cultural y festiva.[20]

## Temas
- 2020: Primera celebración[4]
- 2021: Celebrating African culture for a reconciled humanity,[21] ('Celebrando la cultura africana para una humanidad reconciliada')
- 2022: Culture, an element of expression of African identity,[22] ('La cultura, un elemento de expresión de la identidad africana')
- 2023: History of Africa, History of Mankind,[23] ('Historia de África, Historia de la Humanidad')
- 2024: Global Africanity to reconcile humanity,[24] ('La Africanidad Global para reconciliar a la humanidad')